# Kenji Gotō
Kenji Gotō (jap. 後藤 健二 Gotō Kenji; * 22. September 1967 in Sendai, Japan; † Ende Januar 2015 in Syrien), auch Kenji Goto Jogo, war ein japanischer Journalist mit den Themenschwerpunkten Kinder in Krisengebieten, AIDS, Hunger, Armut und Krieg. Er wurde von der Terrororganisation Islamischer Staat in Gefangenschaft ermordet.

## Leben
Gotō wurde 1967 in Sendai geboren, einer Stadt im Nordosten Japans. 1991 schloss er sein Studium der Soziologie an der Hōsei-Universität ab. 2006 wurde er für seinen Dokumentarroman Daiyamondo yori heiwa ga hoshii: Kodomo heishi Muria no kokuhaku („Ich wünsche den Frieden mehr als Diamanten. Geständnisse des Kindersoldaten Muria“) über Blutdiamanten und Kindersoldaten in Sierra Leone ausgezeichnet. In Eizu no mura ni umarete: Inochi o tsunagu 16-sai no haha Natāsha („In einem AIDS-Dorf geboren. Die sich an das Leben klammernde 16-jährige Mutter Natascha“) beschrieb er das Schicksal von Teenagermüttern in einem „AIDS-Dorf“ in Estland. Mit Ruwanda no inori: Naisen o ikinobita kazoku no monogatari („Ruandas Gebet. Die Geschichte einer Familie, die den Krieg überlebte“) thematisierte er das Schicksal von Überlebenden des Völkermords in Ruanda und in Moshimo gakkō ni yuketara: Afuganisutan no shōjo Mariamu no monogatari („Wenn ich in die Schule gehen könnte. Die Geschichte des afghanischen Mädchens Mariam“) berichtete er über die Schwierigkeiten von Mädchen in Afghanistan, die Schule zu besuchen.
Im Jahr 2011 engagierte er sich für UNICEF in den durch das Tōhoku-Erdbeben betroffenen Gebieten im Nordosten Japans. Mit seiner Frau Rinko Jōgo hatte er zusammen zwei Töchter.

## Tod
Obwohl die japanische Regierung ihn mehrfach davor gewarnt haben soll, reiste Gotō im Oktober 2014 nach Syrien, um sich um die Freilassung seines Landsmannes Haruna Yukawa zu bemühen, den er erstmals bereits im April 2014 in Syrien getroffen hatte. Dabei geriet er selbst in Gefangenschaft. In einem ersten Video vom 20. Januar 2015, das beide Japaner gemeinsam zeigte, forderte der IS 200 Millionen USD Lösegeld und drohte die Ermordung der Geiseln an. Am 24. Januar wurde ein Video mit einem Standbild von Gotō veröffentlicht, der ein Foto des enthaupteten Yukawa in den Händen hielt.
In einer Audiobotschaft vom 29. Januar verlangte der IS einen Austausch von Gotō gegen die in Jordanien inhaftierte Terroristin Sadschida ar-Rischawi. Die jordanische Regierung wollte auf diese Forderung nur bei einer gleichzeitigen Freilassung des Kampfpiloten Muʿādh al-Kasāsba eingehen. Am 31. Januar wurde ein Video veröffentlicht, in dem die Enthauptung Gotōs durch Jihadi John zu sehen war. Die eigentliche Tat wurde nicht gezeigt, am Ende jedoch der enthauptete Leichnam. Später wurde bekannt, dass al-Kasāsba zu diesem Zeitpunkt bereits tot gewesen sein soll. Ein Video seiner Exekution erschien am 3. Februar 2015. Am Folgetag ließ das jordanische Königshaus ar-Rischawi hinrichten.

## Werke
- Yōkoso bokura no gakkō e (ようこそボクらの学校へ). NHK Shuppan, Tokio 2003
- Daiyamondo yori heiwa ga hoshii: Kodomo heishi Muria no kokuhaku (ダイヤモンドより平和がほしい 子ども兵士・ムリアの告白). Chōbunsha, Tokio 2005, ISBN 4-8113-8001-0
- Eizu no mura ni umarete: Inochi o tsunagu 16-sai no haha Natāsha (エイズの村に生まれて 命をつなぐ16歳の母・ナターシャ). Chōbunsha, Tokio 2007, ISBN 4-8113-8474-1
- Ruwanda no inori: Naisen o ikinobita kazoku no monogatari (ルワンダの祈り 内戦を生きのびた家族の物語). Chōbunsha, Tokio 2008, ISBN 4-8113-8497-0
- Moshimo gakkō ni yuketara: Afuganisutan no shōjo Mariamu no monogatari (もしも学校に行けたら アフガニスタンの少女・マリアムの物語). Chōbunsha, Tokio 2009, ISBN 4-8113-8611-6